# Стефан фон унд цу Ліхтенштейн
Принц Стефан фон унд цу Ліхтенштейн (повне ім'я: нім. Stefan Carl Manfred Alfred Alexander Joseph Maria of Liechtenstein; 14 листопада 1961, Клагенфурт, Австрія) - ліхтенштейнський дипломат і принц Ліхтенштейнського дому. Станом на січень 2023 року займає 49 позицію у лінії наслідування престолу.

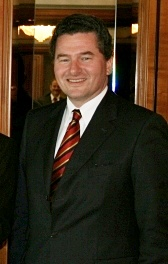

## Біографія
Народився в австрійському Клагенфурті в сім'ї підприємця Олександра Ліхтенштейнського і Жозефіни Левенштайн-Вертгейм-Розенберг, дочки Карла II, глави дому Левенштайн-Вертгейм-Розенберг. Він має брата-близнюка Крістіана і молодшого брата Емануеля.
Закінчив Інсбруцький університет зі спеціальності бізнес-адміністрування. На початку 1987 року отримав ступінь магістра. З 1988 по 1991 рік він працював у Union Bank of Switzerland (UBS) у Цюріху, а потім у тому ж банку у Франкфурті як директор з інвестиційної банківської справи до 1995 року. З 1995 по 2001 рік принц Стефан та його молодший брат Емануель керували туристичною компанією. Проєкт у сімейному маєтку в Розег.
Принц Стефан став послом Ліхтенштейну в Швейцарії в червні 2001 року. Він виконував цю функцію до літа 2007 року. У березні 2007 року він став третім надзвичайним і повноважним послом Ліхтенштейну в Німеччині. У 2008 році влада Німеччини звинуватила Ліхтенштейн у використанні свого статусу податкової гавані, щоб допомогти особам, які ухиляються від сплати податків, уникнути судового переслідування та заплатив за викрадену інформацію про сотні інвесторів. Принц Стефан захистив політику своєї країни, сказавши: «Не можна завжди вважати, що кожен клієнт, який входить у двері, є злочинцем. Ми не збираємося змінювати всю нашу правову систему, систему, яка включає захист конфіденційності наших громадян». З 2017 року обійняв посаду посла у Ватикані.

## Особисте життя
18 червня 1988 року одружився династичним шлюбом на графині Флорентін Тун і Гогенштейн. У них четверо дітей: Лукас (нар. 1990), Конрад (нар. 1992), Ганна (нар. 1994), Рита (нар. 1999).
1. 1 2 3 4 5 6  Lundy D. R. The Peerage